# Abadía de Göss
La abadía de Göss o alternativamente antigua catedral de Santa María y San Ándres (en alemán: Stift Göß o Dom Sankt Maria und Andreas) es un antiguo convento benedictino y ex catedral en Goss, ahora una parte de Leoben en Estiria, Austria. Después de la disolución de la abadía en 1782 la iglesia, ahora una iglesia parroquial, fue la sede de la efímera del obispado de Leoben.
El convento fue fundado en el año 1004 por Adula o Adela de Leoben, esposa del conde Aribo I, y su hijo, también llamado Aribo, el futuro arzobispo de Maguncia, en las tierras ancestrales de la familia, y fue colocada por las canonesas de la abadía de Nonnberg en Salzburgo. La primera abadesa fue Kunigunde, hermana del arzobispo Aribo. Se hizo una abadía imperial por Enrique IV, sacro emperador romano, en 1020. La regla benedictina se introdujo en el siglo XII.
La antigua iglesia abacial, brevemente la catedral de Leoben, ahora se utiliza como una iglesia parroquial. Es un gran edificio de estilo gótico tardío que contiene una cripta románica bajo el coro, algunos importantes frescos góticos.

## Véase también

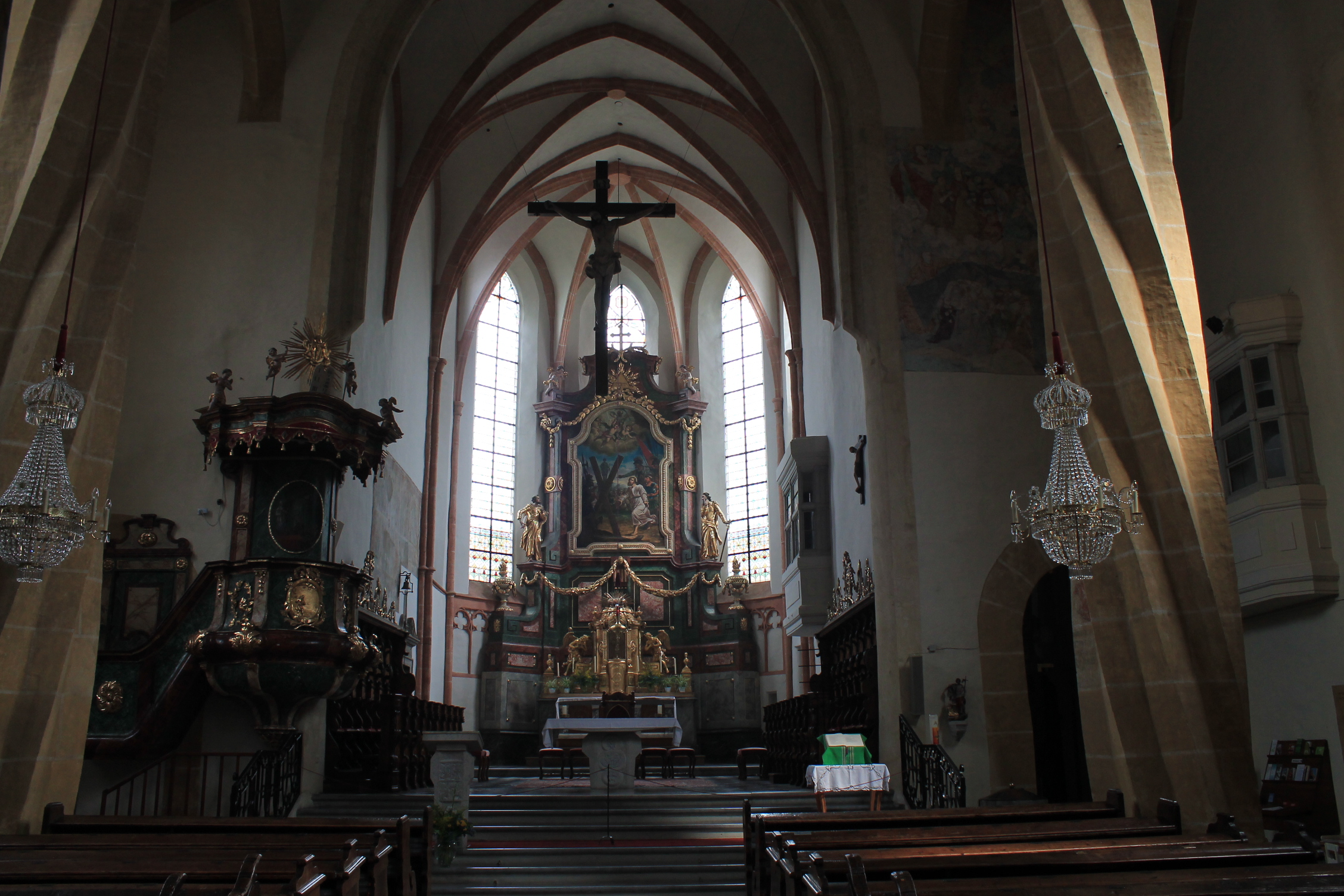
Vista interna